# Baia di Disko
La baia di Disko (in danese Disko Bugt) è una baia della Groenlandia che comunica a nord con la baia di Baffin attraverso il Vaigat e a sud con lo stretto di Davis; a est bagna l'isola della Groenlandia, ad ovest l'isola di Disko (da cui prende il nome); le sue coste appartengono tutte al comune di Qeqertalik. Si trova a circa 300 km a nord del circolo polare artico ed è quindi soggetta al fenomeno del sole di mezzanotte; inoltre la zona della Groenlandia in cui si trova è chiamata "il capolinea dell'alta pressione" per la prevalenza di giornate serene tutto l'anno. La costa è estremamente frastagliata da numerosi e profondi fiordi e l'acqua pullula di iceberg che si staccano dai ghiacciai circostanti; le isole della baia sono raggiunte da aerei, traghetti e in alcuni casi anche elicotteri.

## Geografia
È la più grande baia aperta della Groenlandia occidentale, che misura 150 chilometri da nord a sud e 100 chilometri da est a ovest. Ha una profondità media di 400 metri e una temperatura media dell'acqua di 3,5 °C, che in inverno scende a -1,75 °C per poi salire fino a 12 °C in estate. La situazione sta cambiando, poiché la baia si sta gradualmente riscaldando dal 1997.
La parte sud-orientale è chiamata Sydostbugten. A est scorre l'Ilulissat Icefjord, attraverso il quale la baia di Disko è piena di grandi quantità di iceberg. A nord-est, la baia di Disko si fonde a ovest dell'isola di Alluttoq (Arveprinsen Ejland) con Sullorsuaq (Vaigat), che confina a nord con l'isola di Disko. 
Ci sono nove luoghi abitati sulla baia di Disko, tra cui le città di Qeqertarsuaq, Aasiaat, Qasigiannguit e Ilulissat. Le città hanno una popolazione complessiva di circa 9.900 abitanti (2022), che corrisponde a circa il 17,5% della popolazione della Groenlandia. I distretti di Qeqertarsuaq, Aasiaat e Qasigiannguit appartengono al comune di Qeqertalik, il distretto di Ilulissat all'Avannaata Kommunia.

## Storia
La baia di Disko è stata un luogo importante per secoli. L'interesse per questa baia era dovuto alle sue ricche risorse: trichechi per l'avorio, foche per le loro pellicce e balene per una varietà di materiali. Questi prodotti divennero la principale fonte di reddito per i coloni groenlandesi che commerciavano con l'Islanda, le isole britanniche e l'Europa continentale.  Senza queste risorse gli insediamenti probabilmente non sarebbero durati così a lungo.  La sua costa fu incontrata per la prima volta dagli europei quando Erik il Rosso iniziò un insediamento nel 985 d.C. sulla costa occidentale più abitabile della Groenlandia. Poco dopo la fondazione dell'insediamento, i norvegesi risalirono la costa durante il disgelo estivo e scoprirono la baia di Disko.
La baia di Disko e Sullorsuaq a nord sono il centro di insediamento della cultura Saqqaq, che vi si stabilì intorno al 2200 a.C. La baia è ricca di prede da caccia, il che ha portato a un numero particolarmente elevato di persone che vi si sono stabilite. Tra i siti archeologici più importanti di questo periodo ci sono l'isola di Qeqertasussuk a Sydostbugten, così come Qajaa e Sermermiut sul fiordo di ghiaccio. Una volta all'anno, l'intera popolazione della baia di Disko si riuniva a Sermermiut, presumibilmente per motivi sociali. Solo l'abbondanza di cibo poteva permettere un così grande raduno di persone in un unico luogo.
Tra l'800 e il 400 a.C., la cultura di Saqqaq scomparve e fu sostituita dalla cultura del Dorset, che aveva anch'essa un centro nella baia di Disko. Non è chiaro se le due culture si siano incontrate o se la cultura del Dorset possa essersi sviluppata direttamente dalla cultura di Saqqaq. La cultura del Dorset è scomparsa circa 2000 anni fa. Dopo di ciò, la Groenlandia rimase disabitata.
A partire dal 1000 circa, i Grænlendingar, che si erano stabiliti nel sud della Groenlandia, visitavano regolarmente le zone più settentrionali della Groenlandia in nave. Si presume che il toponimo tradizionale Bjarney ("Isola degli Orsi") si riferisca all'isola di Disko. Sebbene l'area sia stata spesso visitata, non vi sono stati stabiliti insediamenti permanenti.
Intorno al XIII secolo, la baia di Disko fu ripopolata dalla cultura Thule, gli antenati degli odierni Inuit. Probabilmente è qui che si incontrarono gli Inuit e i Grænlendingar, il che è registrato nelle storie di entrambe le parti.
Soprattutto nel XVIII secolo, i balenieri olandesi, inglesi e di Amburgo si dedicarono alla caccia intensiva alle balene nella baia di Disko, dove commerciavano anche con gli Inuit che vivevano lì. Tredici anni dopo la colonizzazione danese della Groenlandia, la seconda colonia del paese fu fondata a Qasigiannguit nel 1734.

## Fauna selvatica

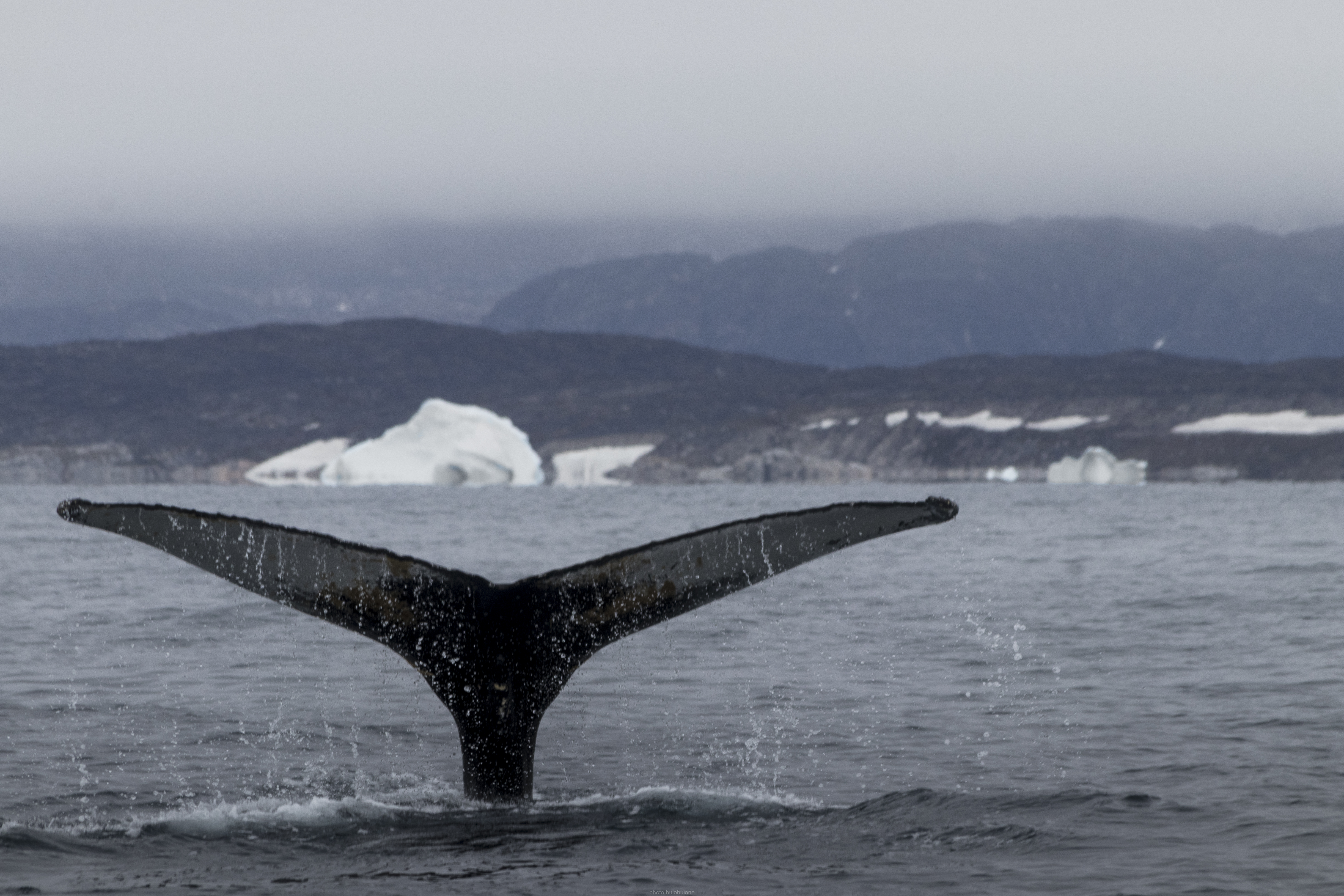
Megattera nella Disko Bay

Ospita una vasta gamma di specie grazie alle acque ricche di sostanze nutritive. Ciò include pesci bentonici e pelagici, come il capelin (Mallotus villosus) e il merluzzo (Gadus morhua). Questo attira foche migratorie come la foca arpa (Pagophilus groenlandicus), la foca incappucciata (Cystophora cristata), la foca dagli anelli (Pusa hispida) e la foca barbuta (Erignathus barbatus).
La baia ospita durante la primavera balene balenottere (Balaena mysticetus) e megattere (Megaptera novaeangliae), così come balene pilota (Globicephala melas), orche (Orcinus orca) e narvalo (Monodon monoceros). Sulle rive si possono trovare vari uccelli come gabbiani, sterne, edredoni, urie, gabbiani tridattili, cormorani e fulmari. Animali come volpi artiche, lepri e pernici bianche si possono trovare intorno alla baia.